# Orman
Pour les articles homonymes, voir Orman (homonymie).
Pour le village dans la municipalité d'Ohrid, voir Orman (Ohrid).
Orman (en macédonien Орман) est un village situé à Ǵorče Petrov, une des dix municipalités spéciales qui constituent la ville de Skopje, capitale de la Macédoine du Nord. Le village comptait 461 habitants en 2002. Il se trouve au nord du village de Volkovo, sur la rive ouest de la rivière Lepenec, ainsi qu'à proximité de la route qui relie Skopje à Pristina, la capitale du Kosovo.

## Démographie
Lors du recensement de 2002, la municipalité comptait :
- Macédoniens : 418
- Serbes : 28
- Roms : 2
- Autres : 13